# Разрешение (компьютерная графика)

Схема изображает стандартные разрешения экрана, причём цвет каждого типа разрешения указывает соотношение сторон экрана (например, красный цвет обозначает соотношение, равное 4:3)

Разреше́ние — величина, определяющая количество точек (элементов растрового изображения) на единицу площади (или единицу длины). Термин применяется к изображениям в цифровой форме, фотоплёнки, фотобумаги или иного физического носителя. Более высокое разрешение (больше элементов) типично обеспечивает более точные представления оригинала. Другой важной характеристикой изображения является разрядность цветовой палитры.
Как правило, разрешение в разных направлениях одинаково, что даёт пиксель квадратной формы. Но это не обязательно — например, горизонтальное разрешение может отличаться от вертикального, при этом элемент изображения (пиксель) будет не квадратным, а прямоугольным. Более того, возможна не квадратная решётка элементов изображения, а например шестигранная (гексагональная) или вовсе не регулярная (стохастическая), что не мешает говорить о максимальном количестве точек или управляемых элементов изображения на единицу длины или площади.

## Разрешение изображения

### Растровая графика
Иногда, ошибочно разрешением называют размеры: фотографии, экрана монитора или изображения в пикселях, что конечно же вносит путаницу. Размеры растровых изображений выражают в виде количества пикселей по горизонтали и вертикали, например: 1600×1200. В таком случае это означает, что ширина изображения составляет 1600, а высота — 1200 точек (такое изображение состоит из 1 920 000 точек, то есть примерно 2 мегапикселя). Количество точек по горизонтали и вертикали может быть разным для разных изображений. Изображения, как правило, хранятся в виде, максимально пригодном для отображения экранами мониторов — они хранят цвет пикселей в виде требуемой яркости свечения излучающих элементов экрана (RGB), и рассчитаны на то, что пиксели изображения будут отображаться пикселями экрана один к одному. Это обеспечивает простоту вывода изображения на экран.
При выводе изображения на поверхность экрана или бумаги, оно занимает прямоугольник определённого размера. Для оптимального размещения изображения на экране необходимо согласовывать количество точек в изображении, пропорции сторон изображения с соответствующими параметрами устройства отображения. Если пиксели изображения выводятся пикселями устройства вывода один к одному, размер будет определяться только разрешением устройства вывода. Соответственно, чем выше разрешение экрана, тем больше точек отображается на той же площади и тем менее зернистой и более качественной будет ваша картинка. При большом количестве точек, размещённом на маленькой площади, глаз не замечает мозаичности рисунка. Справедливо и обратное: малое разрешение позволит глазу заметить растр изображения («ступеньки»). Высокое разрешение изображения при малом размере плоскости отображающего устройства не позволит вывести на него всё изображение, либо при выводе изображение будет «подгоняться», например для каждого отображаемого пикселя будут усредняться цвета попадающей в него части исходного изображения. При необходимости крупно отобразить изображение небольшого размера на устройстве с высоким разрешением приходится вычислять цвета промежуточных пикселей. Изменение фактического количества пикселей изображения называется передискретизация, и для неё существуют целый ряд алгоритмов разной сложности.
При выводе на бумагу такие изображения преобразуются под физические возможности принтера: проводится цветоделение, масштабирование и растеризация для вывода изображения красками фиксированного цвета и яркости, доступными принтеру. Принтеру для отображения цвета разной яркости и оттенка приходится группировать несколько меньшего размера точек доступного ему цвета, например один серый пиксель такого исходного изображения, как правило, на печати представляется несколькими маленькими чёрными точками на белом фоне бумаги. В случаях, не касающихся профессиональной допечатной подготовки, этот процесс производится с минимальным вмешательством пользователя, в соответствии с настройками принтера и желаемым размером отпечатка. Изображения в форматах, получаемых при допечатной подготовке и рассчитанные на непосредственный вывод печатающим устройством, для полноценного отображения на экране нуждаются в обратном преобразовании.
Большинство форматов графических файлов позволяют хранить данные о желаемом масштабе при выводе на печать, то есть о желаемом разрешении в dpi (англ. dots per inch — эта величина говорит о количестве точек на единицу длины: например 300 dpi означает 300 точек на один дюйм). Это исключительно справочная величина. Как правило, для получения распечатка фотографии, который предназначен для рассматривания с расстояния порядка 40—45 сантиметров, достаточно разрешения 300 dpi. Исходя из этого можно рассчитать, какого размера отпечаток можно получить из имеющегося изображения или какого размера изображение надо получить, чтоб затем сделать отпечаток нужного размера.
Например, надо напечатать с разрешением в 300 dpi изображение на бумаге размером 10×10 см (3,9×3,9 дюймов). Теперь, умножив 3,9 на 300 и получаем размер фотографии в пикселях: 1170×1170. Таким образом, для печати изображения приемлемого качества размером 10×10 см, размер исходного изображения должен быть не менее 1170×1170 пикселей.
Для обозначения разрешающей способности различных процессов преобразования изображений (сканирование, печать, растеризация и т. п.) используют следующие термины:
- dpi (англ. dots per inch) — количество точек на дюйм.
- ppi (англ. pixels per inch) — количество пикселей на дюйм.
- lpi (англ. lines per inch) — количество линий на дюйм, разрешающая способность графических планшетов (дигитайзеров).
- spi (англ. samples per inch) — количество семплов на дюйм; плотность дискретизации (англ. sampling density), в том числе разрешение сканеров изображений[англ.].

По историческим причинам величины стараются приводить к dpi, хотя с практической точки зрения ppi более однозначно характеризует для потребителя процессы печати или сканирования. Измерение в lpi широко используется в полиграфии. Измерение в spi используется для описания внутренних процессов устройств или алгоритмов.

#### Значение разрядности цвета
Для создания реалистичного изображения средствами компьютерной графики цвет иногда оказывается важнее (высокого) разрешения, поскольку человеческий глаз воспринимает картинку с большим количеством цветовых оттенков как более правдоподобную. Вид изображения на экране напрямую зависит от выбранного видеорежима, основу которого составляют три характеристики: кроме собственно разрешения (кол-ва точек по горизонтали и вертикали), отличаются частота обновления изображения (Гц) и количество отображаемых цветов (цветорежим или разрядность цвета)). Последний параметр (характеристику) часто также называют разрешение цвета, или частота разрешения (частотность или разрядность гаммы) цвета.
Разница между 24- и 32-разрядным цветом на глаз отсутствует, потому как в 32-разрядном представлении 8 разрядов просто не используются, облегчая адресацию пикселей, но увеличивая занимаемую изображением память, а 16-разрядный цвет заметно «грубее». У профессиональных цифровых фотокамер у сканеров (например, 48 или 51 бит на пиксель) более высокая разрядность оказывается полезна при последующей обработке фотографий: цветокоррекции, ретушировании и т. п.

### Векторная графика
Для векторных изображений, в силу принципа построения изображения, понятие разрешения не имеет смысла.

## Разрешение устройства
Разрешение устройства (inherent resolution) описывает максимальное разрешение изображения, получаемого с помощью устройства ввода или вывода.
- Разрешение принтера, обычно указывают в dpi.
- Разрешение сканера изображений указывается в ppi (количество пикселей на один дюйм), а не в dpi.
- Разрешением экрана монитора обычно называют размеры получаемого на экране изображения в пикселях: 800×600, 1024×768, 1280×1024, подразумевая разрешение относительно физических размеров экрана, а не эталонной единицы измерения длины, такой как 1 дюйм. Для получения разрешения в единицах ppi количество пикселей необходимо поделить на физические размеры экрана, выраженные в дюймах. Двумя другими важными геометрическими характеристиками экрана являются размер его диагонали и соотношение сторон.
- Разрешение матрицы цифровой фотокамеры, так же как экрана монитора, характеризуется размером (в пикселях) получаемых изображений, но в отличие от экранов, популярным стало использование не пары чисел, а округлённого количества пикселей, выражаемое в мегапикселях, на всей рабочей площади матрицы. Говорить о фактическом линейном разрешении матрицы можно лишь зная её геометрию. Говорить о фактическом линейном разрешении получаемых изображений можно либо в отношении устройство вывода — экранов и принтеров, либо в отношении сфотографированных предметов, с учётом их перспективных искажений при съёмке и характеристик объектива.

### Разрешение экрана монитора
Для типичных разрешений мониторов, индикаторных панелей и экранов устройств (inherent resolution) существуют устоявшиеся буквенные обозначения:
| Название формата                          | Количество отображаемых на мониторе точек | Пропорции изображения | Размер изображения |
| ----------------------------------------- | ----------------------------------------- | --------------------- | ------------------ |
| QVGA                                      | 320×240                                   | 4:3                   | 76,8 кпикс         |
| SIF (MPEG1 SIF)                           | 320×240                                   | 4:3                   | 76,8 кпикс         |
| CIF (MPEG1 VideoCD)                       | 320×288                                   | 10:9                  | 92,16 кпикс        |
| WQVGA                                     | 400×240                                   | 5:3                   | 96 кпикс           |
| [MPEG2 SV-CD]                             | 480×576                                   | 5:6                   | 276,48 кпикс       |
| HVGA                                      | 640×240                                   | 8:3                   | 153,6 кпикс        |
| HVGA                                      | 320×480                                   | 2:3                   | 153,6 кпикс        |
| nHD                                       | 640×360                                   | 16:9                  | 230,4 кпикс        |
| VGA                                       | 640×480                                   | 4:3                   | 307,2 кпикс        |
| WVGA                                      | 800×480                                   | 5:3                   | 384 кпикс          |
| SVGA                                      | 800×600                                   | 4:3                   | 480 кпикс          |
| VGA (16:9)                                | 854×480                                   | 16:9                  | 409,6 кпикс        |
| qHD                                       | 960×540                                   | 16:9                  | 518,4 кпикс        |
| SVGA (16:9)                               | 1066×600                                  | 16:9                  | 640 кпикс          |
| XGA                                       | 1024×768                                  | 4:3                   | 786,432 кпикс      |
| XGA+                                      | 1152×864                                  | 4:3                   | 995,3 кпикс        |
| WXVGA                                     | 1200×600                                  | 2:1                   | 720 кпикс          |
| HD 720p                                   | 1280×720                                  | 16:9                  | 921,6 кпикс        |
| WXGA                                      | 1280×768                                  | 5:3                   | 983,04 кпикс       |
| SXGA                                      | 1280×1024                                 | 5:4                   | 1,31 Мпикс         |
| WXGA+                                     | 1440×900                                  | 8:5                   | 1,296 Мпикс        |
| SXGA+                                     | 1400×1050                                 | 4:3                   | 1,47 Мпикс         |
| XJXGA                                     | 1536×960                                  | 8:5                   | 1,475 Мпикс        |
| WSXGA (?)                                 | 1536×1024                                 | 3:2                   | 1,57 Мпикс         |
| WXGA++                                    | 1600×900                                  | 16:9                  | 1,44 Мпикс         |
| WSXGA                                     | 1600×1000                                 | 8:5                   | 1,60 Мпикс         |
| UXGA                                      | 1600×1200                                 | 4:3                   | 1,92 Мпикс         |
| WSXGA+                                    | 1600×1050                                 | 32:21                 | 1,68 Мпикс         |
| Full HD 1080p                             | 1920×1080                                 | 16:9                  | 2,07 Мпикс         |
| WUXGA                                     | 1920×1200                                 | 8:5                   | 2,3 Мпикс          |
| 2K                                        | 2048x1024                                 | 2:1                   | 2,097 Мпикс        |
| QWXGA                                     | 2048×1152                                 | 16:9                  | 2,36 Мпикс         |
| QXGA                                      | 2048×1536                                 | 4:3                   | 3,15 Мпикс         |
| WQXGA / Quad HD 1440p                     | 2560×1440                                 | 16:9                  | 3,68 Мпикс         |
| WQXGA (QHD)                               | 2560×1600                                 | 8:5                   | 4,09 Мпикс         |
| QSXGA                                     | 2560×2048                                 | 5:4                   | 5,24 Мпикс         |
| 3K                                        | 3072×1536                                 | 2:1                   | 4,72 Мпикс         |
| WQXGA                                     | 3200×1800                                 | 16:9                  | 5,76 Мпикс         |
| WQSXGA                                    | 3200×2048                                 | 25:16                 | 6,55 Мпикс         |
| QUXGA                                     | 3200×2400                                 | 4:3                   | 7,68 Мпикс         |
| QHD                                       | 3400×1440                                 | 2.35:1                | 4,896 Мпикс        |
| WQUXGA                                    | 3840×2400                                 | 8:5                   | 9,2 Мпикс          |
| 4K UHD (Ultra HD) 2160p                   | 3840×2160                                 | 16:9                  | 8,3 Мпикс          |
| 4K UHD                                    | 4096×2048                                 | 2:1                   | 8,38 Мпикс         |
| DQHD                                      | 5120x1440                                 | 3,55 (32:9)           | 7,37 Мпикс         |
| 5K UHD                                    | 5120×2560                                 | 2:1                   | 13,107 Мпикс       |
| HSXGA                                     | 5120×4096                                 | 5:4                   | 20,97 Мпикс        |
| 6K UHD                                    | 6144×3072                                 | 2:1                   | 18,874 Мпикс       |
| WHSXGA                                    | 6400×4096                                 | 25:16                 | 26,2 Мпикс         |
| HUXGA                                     | 6400×4800                                 | 4:3                   | 30,72 Мпикс        |
| 7K UHD                                    | 7168×3584                                 | 2:1                   | 25,69 Мпикс        |
| 8K UHD (Ultra HD) 4320p / Super Hi-Vision | 7680×4320                                 | 16:9                  | 33,17 Мпикс        |
| WHUXGA                                    | 7680×4800                                 | 8:5                   | 36,86 Мпикс        |
| 8K UHD                                    | 8192×4096                                 | 2:1                   | 33,55 Мпикс        |

| Компьютерный стандарт / название устройства                                                                           | Разрешение                                                                                | Соотношение сторон экрана   | Пиксели, суммарно     |
| --- | ----------------------------------------------------------------------------------------- | --------------------------- | --------------------- |
| VIC-II multicolor, IBM PCjr 16-color (01.1986)                                                                        | 160×200                                                                                   | 0,80 (4:5)                  | 32 000                |
| TMS9918, ZX Spectrum (10.1971)                                                                                        | 256×192                                                                                   | 1,33 (4:3)                  | 49 152                |
| CGA 4-color (05.1981), Atari ST (03.1981) 16 color, VIC-II (04.1981) HiRes, Amiga OCS (05.1981) NTSC LowRes (06.1981) | 320×200                                                                                   | 1,60 (8:5)                  | 64 000                |
| CGA 4-color (05.1981), Atari ST (03.1981) 16 color, VIC-II (04.1981) HiRes, Amiga OCS (05.1981) NTSC LowRes (06.1981) | 320×240                                                                                   | 1,33 (4:3)                  | 76 800                |
| Acorn BBC в 40-строчном режиме, Amiga OCS PAL LowRes (02.1993)                                                        | 320×256                                                                                   | 1,25 (5:4)                  | 81 920                |
| WQVGA (12.1990) | 400×240                                                                                   | 1.67 (15:9)                 | 96 000                |
| КГД (контроллер графического дисплея) ДВК (10.1988)                                                                   | 400×288                                                                                   | 1.39 (25:18)                | 115 200               |
| Atari ST 4 color, CGA mono, Amiga OCS NTSC HiRes (08.1992)                                                            | 640×200                                                                                   | 3,20 (16:5)                 | 128 000               |
| VGWQA Sony PSP Go (03.1993)                                                                                           | 480×272 400×272 360×272\|\|1,78 (16:9) 1,48 (40:27) 1,33 (4:3)                            | 129 600 108 000 97 200      |                       |
| Вектор-06Ц, Электроника БК (12.1980)                                                                                  | 512×256                                                                                   | 2,00 (2:1)                  | 131 072               |
| HVGA (11.1981) | 480×320                                                                                   | 1,50 (15:10)                | 153 600               |
| Acorn BBC в 80-строчном режиме (07.1989)                                                                              | 640×256                                                                                   | 2,50 (5:2)                  | 163 840               |
| Amiga OCS PAL HiRes (11.1992)                                                                                         | 640×256                                                                                   | 2,50 (5:2)                  | 163 840               |
| Контейнер AVI (MPEG-4 / MP3), профиль Advanced Simple Profile Level 5 (05.1993)                                       | 640×270                                                                                   | 2,37 (64:27)                | 172 800               |
| Black & white Macintosh (9") (06.2006)                                                                                | 512×341.333                                                                               | 1,50 (3:2)                  | 174 762.666           |
| Электроника МС 0511 (10.2005)                                                                                         | 640×288                                                                                   | 2,22 (20:9)                 | 184 320               |
| Macintosh LC (12")/Color Classic (11.1977)                                                                            | 512×384                                                                                   | 1,33 (4:3)                  | 196 608               |
| EGA (09.1984) | 640×360                                                                                   | 1,78 (16:9)                 | 230 400               |
| HGC (10.1978) | 720×348                                                                                   | 2,07 (60:29)                | 250 560               |
| MDA (05.1981) | 720×350                                                                                   | 2,06 (72:35)                | 252 000               |
| Atari ST (04.1980) mono, Toshiba T3100/T3200 (09.1980) Amiga OCS (01.1981) NTSC чересстрочный (1980)                  | 640×400                                                                                   | 1,60 (8:5)                  | 256 000               |
| Apple Lisa (10.2007)                                                                                                  | 720×360                                                                                   | 2,00 (2:1)                  | 259 200               |
| VGA (03.1987) и MCGA (01.1971)                                                                                        | 640×480                                                                                   | 1,33 (4:3)                  | 307 200               |
| Amiga OCS (09.2002), PAL чересстрочный (10.2002)                                                                      | 640×512                                                                                   | 1,25 (5:4)                  | 327 680               |
| 480i / 480p (SDTV / EDTV)                                                                                             | 720×480                                                                                   | 1,33 (4:3)                  | 345 600               |
| WGA, WVGA (01.1986)                                                                                                   | 800×480                                                                                   | 1,67 (5:3)                  | 384 000               |
| TouchScreen в нетбуках Sharp Mebius (01.2008)                                                                         | 854×470                                                                                   | 1,81 (20:11)                | 401 380               |
| VGA (16:9) / 480p (EDTV)                                                                                              | 854×480                                                                                   | 1,78 (16:9)                 | 409 600               |
| 576i / 576p (SDTV / EDTV)                                                                                             | 720×576                                                                                   | 1,25 (5:4)                  | 414 720               |
| SVGA (02.1988) | 800×600                                                                                   | 1,33 (4:3)                  | 480 000               |
| Apple Lisa+ (02.2006)                                                                                                 | 784×640                                                                                   | 1,22 (11:9)                 | 501 760               |
| SONY XEL-1 (11.2007)                                                                                                  | 960×540 800×540 720×540\|\|1,78 (16:9) 1,48 (40:27) 1,33 (4:3)\|\|518 400 432 000 388 800 |                             |                       |
| Dell Latitude 2100 (01.2006)                                                                                          | 1024×576                                                                                  | 1,78 (16:9)                 | 589 824               |
| Apple iPhone 4 (03.2005)                                                                                              | 960×640                                                                                   | 1,50 (3:2)                  | 614 400               |
| SVGA (16:9) | 1066.666×600                                                                              | 1,78 (16:9)                 | 640 000               |
| XGA (10.1990) | 1024×768                                                                                  | 1,33 (4:3)                  | 786 432               |
| WXGA / HD Ready / HD 720p (EDTV / HDTV) (11.2009)                                                                     | 1280×720                                                                                  | 1,78 (16:9)                 | 921 600               |
| NeXTcube (08.2007) | 1120×832                                                                                  | 1,35 (35:26)                | 931 840               |
| HD или wXGA+ (03.1992)                                                                                                | 1280×768                                                                                  | 1,67 (5:3)                  | 983 040               |
| XGA+ (12.1991) | 1152×864                                                                                  | 1,33 (4:3)                  | 995 328               |
| WXGA (02.2008) | 1280×800                                                                                  | 1,60 (8:5)                  | 1 024 000             |
| Sun (08.2008) | 1152×900                                                                                  | 1,28 (32:25)                | 1 036 800             |
| WXGA (02.2008) / HD Ready (HDTV) (01.2010)                                                                            | 1366×768                                                                                  | 1,78 (16:9)                 | 1 048 576             |
| wXGA++ (10.1992) | 1280×853.333                                                                              | 1,50 (3:2)                  | 1 092 266.666         |
| SXGA (08.1993) | 1280×960                                                                                  | 1,33 (4:3)                  | 1 228 800             |
| UWXGA (09.1993) | 1600×768 (750)                                                                            | 1,92 (256:135) 2,08 (25:12) | 1 228 800 1 200 000   |
| WSXGA (09.1991), WXGA+ (11.1991)                                                                                      | 1440×900                                                                                  | 1,60 (8:5)                  | 1 296 000             |
| SXGA (10.1994) | 1280×1024                                                                                 | 1,25 (5:4)                  | 1 310 720             |
| wXGA++ (03.1994) | 1600×900                                                                                  | 1,78 (16:9)                 | 1 440 000             |
| SXGA+ (11.1993) | 1400×1050                                                                                 | 1,33 (4:3)                  | 1 470 000             |
| AVCHD/«HDV 1080i» (08.2007)                                                                                           | 1440×1080                                                                                 | 1,33 (4:3)                  | 1 555 200             |
| WSXGA (09.1994) | 1600×1000                                                                                 | 1,60 (8:5)                  | 1 600 000             |
| WSXGA+ (10.1993) | 1600×1050                                                                                 | 1,52 (32:21)                | 1 680 000             |
| UXGA (12.2007) | 1600×1200                                                                                 | 1,33 (4:3)                  | 1 920 000             |
| Full HD 1080p (HDTV) (01.2012)                                                                                        | 1920×1080 1600×1080                                                                       | 1,78 (16:9) 1,48 (40:27)    | 2 073 600 1 728 000   |
| WUXGA (09.2012) | 1920×1200                                                                                 | 1,60 (8:5)                  | 2 304 000             |
| QWXGA (10.2012) | 2048×1152                                                                                 | 1,78 (16:9)                 | 2 359 296             |
| QXGA (11.2012) | 2048×1536                                                                                 | 1,33 (4:3)                  | 3 145 728             |
| WQXGA / Quad HD 1440p (06.2013)                                                                                       | 2560×1440                                                                                 | 1,78 (16:9)                 | 3 686 400             |
| WQXGA (QHD) (01.2014)                                                                                                 | 2560×1600                                                                                 | 1,60 (8:5)                  | 4 096 000             |
| Apple MacBook Pro with Retina (05.2014)                                                                               | 2880×1800                                                                                 | 1,60 (8:5)                  | 5 184 000             |
| QSXGA (03.2015) | 2560×2048                                                                                 | 1,25 (5:4)                  | 5 242 880             |
| WQSXGA (06.2015) | 3200×2048                                                                                 | 1,56 (25:16)                | 6 553 600             |
| WQSXGA (05.2015) | 3276,8×2048                                                                               | 1,60 (8:5)                  | 6 710 886,4           |
| QUXGA (08.2015) | 3200×2400                                                                                 | 1,33 (4:3)                  | 7 680 000             |
| 4K UHD (Ultra HD) 2160p (UHDTV-1) (07.2015)                                                                           | 3840×2160 3200×2160                                                                       | 1,78 (16:9) 1,48 (40:27)    | 8 294 400 6 912 000   |
| 4K UHD (10.2015) | 4096×2048                                                                                 | 2,00 (2:1)                  | 8 388 608             |
| WQUXGA (QSXGA-W) (12.2015)                                                                                            | 3840×2400                                                                                 | 1,60 (8:5)                  | 9 216 000             |
| DQHD (11.2015) | 5120×1440 4264×1440                                                                       | 3,55 (32:9) 2,96 (80:27)    | 7 372 800 6 140 160   |
| Toshiba 5K Extra Wide Ultra HD (03.2016)                                                                              | 5120×2160                                                                                 | 2,37 (64:27)                | 11 059 200            |
| 5K UHD (02.2016) | 5120×2560                                                                                 | 2,00 (2:1)                  | 13 107 200            |
| Apple iMac (with Retina 5K display) (03.2017) Dell UltraSharp UP2715K Monitor (27-inch ‘5K’) (04.2017)                | 5120×2880                                                                                 | 1,78 (16:9)                 | 14 745 600            |
| IndigoVision Ultra 5K Fixed Camera (06.2016)                                                                          | 5120×3840                                                                                 | 1,33 (4:3)                  | 19 660 800            |
| HSXGA (08.2017) | 5120×4096                                                                                 | 1,25 (5:4)                  | 20 971 520            |
| WHSXGA (09.2017) | 6400×4096                                                                                 | 1,56 (25:16)                | 26 214 400            |
| HUXGA (10.2017) | 6400×4800                                                                                 | 1,33 (4:3)                  | 30 720 000            |
| 8K UHD (Ultra HD) 4320p (UHDTV-2) / Super Hi-Vision (01.2019)                                                         | 7680×4320 6400×4320                                                                       | 1,78 (16:9) 1,48 (40:27)    | 33 177 600 27 648 000 |
| 8K UHD (09.2018) | 8192×4096                                                                                 | 2,00 (2:1)                  | 33 554 432            |
| WHUXGA (10.2018) | 7680×4800                                                                                 | 1,60 (8:5)                  | 36 864 000            |

### Разрешение матрицы цифровой фотокамеры
Разрешающая способность матрицы цифровой фотокамеры — способность устройства передавать мелкие детали изображения. Фотоматрица применяется в виде специализированной аналоговой или цифро-аналоговой интегральной микросхемы, состоящей из светочувствительных элементов. Она предназначена для преобразования проецированного на неё оптического изображения в аналоговый электрический сигнал или в поток цифровых данных (при наличии АЦП непосредственно в составе матрицы).
Говорить о фактическом разрешении получаемых изображений можно либо в отношении устройства вывода — экранов, принтеров и т. п., либо в отношении сфотографированных предметов, с учётом их перспективных искажений при съёмке и характеристик объектива. Разрешение изображения в основном определяется источником, то есть разрешением фотоматрицы, что в свою очередь зависит от их типа, площади, количества пикселей на ней и плотности фоточувствительных элементов на единицу поверхности. Не удастся отобразить на мониторе больше деталей (даже если сам монитор способен на это), чем зафиксировала матрица фотокамеры.
Разрешение аналоговых[прояснить] и цифровых фотоматриц может быть описано по-разному.
- Разрешение в пикселях (англ. Pixel resolution). Определяется числом эффективных пикселей (effective pixels) матрицы.
- Разрешение в TV lines (ТВЛ). Различают разрешающую возможность по горизонтали (TVLH) и вертикали (TVLV).
- Пространственное разрешение. (англ. Spatial resolution.) Количество пикселей на дюйм — ppi (англ. pixels per inch).
- Спектральное разрешение. (англ. Spectral resolution.) Спектральная ширина электромагнитного излучения в видимой и ближней зоне инфракрасной области.
- Временное разрешение. (англ. Temporal resolution.) Мера скорости обновления кадров в секунду (frames/s) (англ. frames per second).
- Радиометрическое разрешение. (англ. Radiometric resolution.) Выражается единицей бит на пиксель — bpp (англ. bits per pixel).

#### Разрешение в пикселях
Разрешение матрицы цифровой фотокамеры — возможность фотосенсоров, наблюдать или измерять наименьший объект, с явно чёткими границами.
Существует разница между разрешением и пикселем, пиксель на самом деле является единицей цифрового изображения.
Так как матрица состоит из дискретных пикселей, и поэтому информация одной ТВ-линии состоит из дискретных значений, соответствующих каждому пикселю. Этот метод дает не цифровую информацию, а скорее дискретную выборку. Таким образом матрица — это оптическое устройство дискретизации. Разрешающая способность, даваемая матрицей, зависит от числа пикселей и разрешающей способности объектива.
В технических характеристиках цифровых камер обычно указывается число действующих (эффективных) мегапикселей (Number of Effective Pixel), то есть общее число пикселей, фактически используемых для регистрации изображения, а не общее число номинальных мегапикселей, фиксируемых датчиком изображения.
Термин Разрешение в области цифровых изображений, часто интерпретируется как pixel, хотя американские, японские, и международные стандарты определяют, что оно не должна использоваться так, по крайней мере, в digital camera области.

##### Разрешение в матрице «Width x Height» (Pixels)
Изображение из N пикселей в высоту на M пикселей в ширину может иметь любое разрешение меньше, чем N линий по высоте изображения, или N TV lines. Когда количеством пикселей определяют разрешение, то их описывают с набором двух положительных целых чисел, где первая цифра является числом пиксельных столбцов (ширина), а вторая является числом пиксельных строк (высота), например, в виде 7680 x 6920.

##### Общее количество пикселей (Mpix)
Другое популярное соглашение Number of Total Pixel определяет разрешение, как общее количество пикселей в изображении, и даётся как количество мегапикселей, которая может быть вычислена путём умножения колонки пикселей на пиксели строк и деления на 1 000 000.

##### Число эффективных пикселей (Effective pixels)
Ни одно из вышеуказанных пиксельных разрешений не является истинным разрешением, но они широко упоминаются в таком качестве и служат верхней границей разрешения изображения.
Согласно тем же стандартам, именно число эффективных пикселей (Number of Effective Pixel) указывает на фактическое разрешение матрицы, так как именно они вносят вклад в окончательное изображение, в отличие от ряда общих пикселей, которые включают в себя неиспользуемые, «битые» или светозащищённые пиксели по краям.
Разрешение матриц зависит от их типа, площади и плотности светочувствительных элементов на единицу поверхности.
Оно нелинейно и зависит от светочувствительности матрицы и от заданного программой уровня шума.
Важно, что современная иностранная трактовка линий миры считает пару чёрная и белая полоса — за 2 линии, — в отличие от отечественных теории и практики, где каждая линия всегда считается разделённой промежутками контрастного фона толщиной, равной толщине линии.
Некоторые фирмы — производители цифровых фотоаппаратов в рекламных целях пытаются повернуть матрицу под углом в 45°, достигая определённого формального повышения разрешения при фотографировании простейших горизонтально-вертикальных мир. Но если использовать профессиональную миру, или хотя бы повернуть простую миру под тем же углом, становится очевидным, что повышение разрешения — фиктивное.
Ниже приведен пример того, как одно и то же изображение может отображаться при различных разрешениях в пикселях.
Изображение, которое составляет 2048 пикселей в ширину и 1536 пикселей в высоту имеет в общей сложности 2048 х 1536 = 3145728 пикселей или 3,1 мегапикселя. Можно ссылаться на него как 2048 по 1536 или 3,1 — мегапиксельное изображение.
Количество пикселей не является реальным показателем разрешения цифровой фотокамеры, — если это не трёхматричная система 3CCD, в обычной системе CCD датчики цветного изображения, как правило, построены на альтернативных цветных фильтрах, где каждый пиксель матрицы отвечает только за один цвет, который более светочувствителен к конкретному цвету. Цифровые изображения, в конечном счёте, требуют красного, зелёного и синего значений для каждого пикселя, которые будут отображаться в дальнейшем, но один пиксель в фотосенсоре будет поставлять только один из этих трёх цветов информации. В результате цветовой интерполяции получается полноцветная картина на одной матрице, где каждая точка уже имеет все три необходимые цветовые компоненты.
Однако, реальное разрешение получаемого изображения (то есть степень различимости деталей), кроме пиксельного разрешения сенсора зависит от оптического разрешения объектива и устройства сенсора.

#### Разрешение в TV lines (ТВЛ)
Разрешение в Television lines (твл) — способность устройства передавать максимальное количество деталей изображения. Для двумерных устройств таких как ПЗС-матрица, различают разрешающую возможность по горизонтали и вертикали.

##### Вертикальное разрешение TV lines
Вертикальное разрешение определяется числом вертикальных элементов, которые можно фиксировать камерой и воспроизвести на экране монитора. В система CCIR — 625 линий, в EIA — 525 линий. Принимая во внимание длительность кадровой (вертикальной) синхронизации и импульсов выравнивания, невидимые строки и т. д., число активных строк снижается в CCIR до 575, а в EIA до 475.
При вычислении «реального» вертикального разрешения следует применять поправочный коэффициент, равный 0,7. Он известен как коэффициент Келла (или Келл-фактор) и является общепринятым способом аппроксимации реального разрешения. Это означает, что 575 следует скорректировать (умножить) на 0,7, чтобы получить практические границы вертикального разрешения для PAL, которое равняется примерно 400 ТВ-линиям строк. Для NTSC, соответственно получается приблизительно 330 ТВ-линий (строк) вертикального разрешения.

##### Горизонтальное разрешение TV lines
Разрешающая способность по горизонтали (горизонтальное разрешение) определяется числом горизонтальных элементов, которые можно зафиксировать камерой и воспроизвести на экране монитора или сколько вертикальных линий можно подсчитать. Поскольку соотношение сторон в телевидении стандартной чёткости составляет 4:3, где ширина больше высоты, то чтобы сохранить естественные пропорции изображений, считают только вертикальные линии по ширине, эквивалентной высоте, то есть 3/4 от ширины. Для камеры с 570 ТВ-линиями горизонтального разрешения, максимум соответствует приблизительно в 570x4/3=760 линий по ширине экрана.
Если в документации указана только разрешающая способность, то это надо понимать, как разрешающая способность по горизонтали. (Например: 960H).
Многие производители предпочитают опираться на результаты собственных не сертифицированных тестов, в которых применяются специальные штриховые миры. Источники погрешностей таких тестов связаны с применением нестандартных мир, с неточным их позиционированием и с погрешностью определения разрешаемых штрихов. Никогда не бывает так, чтобы, скажем, 380 линий различить было можно, а 390 уже нельзя. При увеличении числа линий контраст падает плавно, и корректней было бы говорить о предельном числе линий, при наблюдении которых контраст снижается до некоторого заданного уровня. При этом важно то, как размещаются штрихи в кадре (радиально или тангенциально) и в какой части кадра они находятся (в центре или с краю). Однако реальные методики определения разрешающей способности производителями камер остаются для потребителей неизвестными.

#### Пространственное разрешение
Пространственное разрешение — величина, характеризующая размер наименьших объектов, различимых на изображении.
А это зависит от свойств системы, создающей изображение, а не только от количества пикселей на дюйм — ppi (англ. pixels per inch).
Фотоматрица оцифровывает (разделяет на кусочки — <пиксели>) то изображение, которое формируется объективом фотоаппарата. Но, если объектив в силу недостаточно высокой разрешающей способности передаёт ДВЕ светящиеся точки объекта, разделённые третьей чёрной, как одну светящуюся точку на ТРИ подряд расположенных пиксела, то говорить о точном разрешении изображения фотоаппаратом не приходится.

«1951 USAF resolution test chart» — классический пробник для определения пространственного разрешения оптических систем.

В фотографической оптике существует приблизительное соотношение: если разрешающую способность фотоприёмника выразить в линиях на миллиметр (или же в количестве пикселей на дюйм — ppi (англ. pixels per inch), обозначим её как M, и так же выразить разрешающую способность объектива (в его фокальной плоскости), обозначим её как N, то результирующее разрешение системы объектив+фотоприёмник, обозначим его как K, можно найти по формуле:
{\displaystyle {\frac {1}{K}}={\frac {1}{N}}+{\frac {1}{M}}} или {\displaystyle K={\frac {NM}{N+M}}}.
Это соотношение максимально при {\displaystyle N=M}, когда разрешение равно {\displaystyle {\frac {N}{2}}}, поэтому желательно, чтобы разрешающая способность объектива соответствовала разрешающей способности фотоприёмника.[уточнить]
У современных цифровых фотоматриц разрешающая способность определяется количеством пикселей на дюйм — ppi (англ. pixels per inch), при этом размер пикселя варьируется у разных фотоматриц в пределах от 0,0025 мм до 0,0080 мм, а у большинства современных фотоматриц он равен 0,006 мм.

#### Спектральное разрешение
Спектральное разрешение (спектральная ширина) электромагнитного излучения — способность различать близкие по частоте (длине волны) сигналы.
Многозональная съёмка изображения в разных участках электромагнитного спектра (например инфракрасной и видимой области), имеет более высокое спектральное разрешение, чем обычное цветное изображение.
Спектральное разрешение актуально для съёмки с инфракрасной подсветкой в режиме «Day & Night». От видимого спектра (790ТГц/380нм — 405ТГц/740нм), до так называемой ближней области инфракрасного излучения (405ТГц/740нм — 215ТГц/1400нм), применяемого для систем видеофиксации.

#### Временное разрешение
Временное разрешение — мера скорости обновления кадров в секунду frames per second (frames/s).
Movie camera и high-speed camera могут фиксировать события в разных временных интервалах. Временное разрешение используется для просмотра фильмов, как правило, от 0 до 24 кадров в секунду, в то время как высокоскоростные камеры могут обеспечить от 25 до 1024 frames per second (frames/s), и даже больше.

Digital camera (Bayer Color filter array)
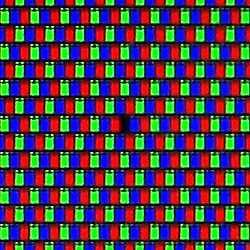
LCD (Треугольная геометрия пикселей)
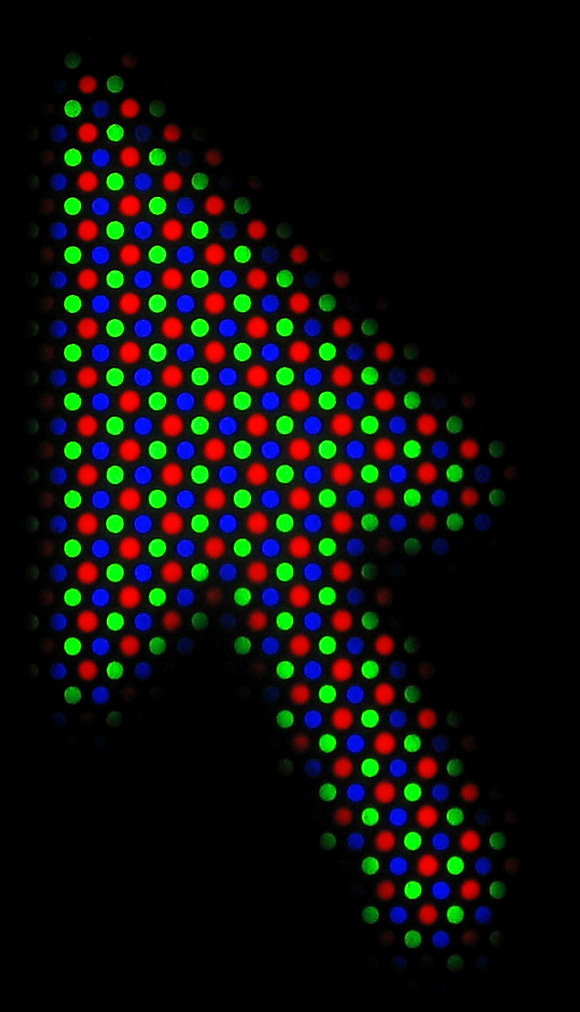
CRT (Теневая решётка)

#### Радиометрическое разрешение
Радиометрическое разрешение (битовая Глубина цвета, качество цветопередачи, битность изображения) — термин, означающий объём памяти в количестве бит, используемых для хранения и представления цвета при кодировании одного пикселя видеоизображения. Определяет, насколько тонко система может представлять или отличать различия интенсивности цвета, и, как правило, выражается в виде уровней или bits, например 8 бит или 256 уровней.
Часто выражается единицей бит на пиксель — bpp (англ. bits per pixel).
| Название       | Ширина (px) | Высота (px) | Применение                                                                                               |
| -------------- | ----------- | ----------- | --- |
| CIF            | 360         | 240         | В аналоговых видеорегистраторах                                                                          |
| D1             | 720         | 576         | В аналоговых видеорегистраторах, в системах AHD для передачи видеоизображения по низкоскоростным каналам |
| 960H           | 960         | 576         | В аналоговых видеорегистраторах и аналоговых видеокамерах                                                |
| HD, 720p       | 1280        | 720         | В системах видеонаблюдения AHD с одномегамиксельными камерами                                            |
| 960p           | 1280        | 960         | В системах видеонаблюдения с камерами 1,3 мегапикселя                                                    |
| Full HD, 1080p | 1920        | 1080        | В системах видеонаблюдения AHD                                                                           |

### Фотосенсоры, применяемые в цифровых камерах
| Ширина (px)       | Высота (px) | Соотношение сторон | Фактическое количество пикселей | Мегапиксели | Примеры камер |
| ----------------- | ----------- | ------------------ | ------------------------------- | ----------- | --- |
| 100               | 100         | 1:1                | 10,000                          | 0.01        | Kodak (by Steven Sasson) Prototype (1975) |
| 640               | 480         | 4:3 aspect ratio   | 307,200                         | 0.3         | Apple QuickTake 100 (1994) |
| 832               | 608         | 4:3 aspect ratio   | 505,856                         | 0.5         | Canon Powershot 600 (1996) |
| 1,024             | 768         | 4:3 aspect ratio   | 786,432                         | 0.8         | Olympus D-300L (1996) |
| 1,024             | 1,024       | 1:1                | 1,048,576                       | 1.0         | Nikon NASA F4 (1991) |
| 1,280             | 960         | 4:3 aspect ratio   | 1,228,800                       | 1.3         | Fujifilm DS-300 (1997) |
| 1,280             | 1,024       | 5:4                | 1,310,720                       | 1.3         | Fujifilm MX-700, Fujifilm MX-1700 (1999), Leica Digilux (1998), Leica Digilux Zoom (2000) |
| 1,600             | 1,200       | 4:3 aspect ratio   | 1,920,000                       | 2           | Nikon Coolpix 950, Samsung GT-S3500 |
| 2,012             | 1,324       | 3:2 aspect ratio   | 2,663,888                       | 2.74        | Nikon D1 |
| 2,048             | 1,536       | 4:3 aspect ratio   | 3,145,728                       | 3           | Canon PowerShot A75, Nikon Coolpix 995 |
| 2,272             | 1,704       | 4:3 aspect ratio   | 3,871,488                       | 4           | Olympus Stylus 410, Contax i4R (although CCD is actually square 2,272?2,272) |
| 2,464             | 1,648       | 3:2 aspect ratio   | 4,060,672                       | 4.1         | Canon 1D |
| 2,560             | 1,920       | 4:3 aspect ratio   | 4,915,200                       | 5           | Olympus E-1, Sony Cyber-shot DSC-F707, Sony Cyber-shot DSC-F717 |
| 2,816             | 2,112       | 4:3 aspect ratio   | 5,947,392                       | 5.9         | Olympus Stylus 600 Digital |
| 3,008             | 2,000       | 3:2 aspect ratio   | 6,016,000                       | 6           | D100,Nikon D40, D50, D70, D70s, Pentax K100D, Konica Minolta Maxxum 7D, Konica Minolta Maxxum 5D, Epson R-D1                                                                                                   |
| 3,072             | 2,048       | 3:2 aspect ratio   | 6,291,456                       | 6.3         | Canon EOS 10D, Canon EOS 300D |
| 3,072             | 2,304       | 4:3 aspect ratio   | 7,077,888                       | 7           | Olympus FE-210, Canon PowerShot A620 |
| 3,456             | 2,304       | 3:2 aspect ratio   | 7,962,624                       | 8           | Canon EOS 350D |
| 3,264             | 2,448       | 4:3 aspect ratio   | 7,990,272                       | 8           | Olympus E-500, Olympus SP-350, Canon PowerShot A720 IS, Nokia 701, HTC Desire HD, Apple iPhone 4S, LG G2 mini D618                                                                                             |
| 3,504             | 2,336       | 3:2 aspect ratio   | 8,185,344                       | 8.2         | Canon EOS 30D, Canon EOS-1D Mark II, Canon EOS-1D Mark II N |
| 3,520             | 2,344       | 3:2 aspect ratio   | 8,250,880                       | 8.25        | Canon EOS 20D |
| 3,648             | 2,736       | 4:3 aspect ratio   | 9,980,928                       | 10          | Canon PowerShot G11, Canon PowerShot G12, Canon PowerShot S90, Canon PowerShot S95, Nikon CoolPix P7000, Nikon CoolPix P7100, Olympus E-410, Olympus E-510, Panasonic FZ50, Fujifilm FinePix HS10, Samsung EX1 |
| 3,872             | 2,592       | 3:2 aspect ratio   | 10,036,224                      | 10          | Nikon D40x, Nikon D60, Nikon D3000, Nikon D200, Nikon D80, Pentax K10D, Pentax K200D, Sony Alpha A100 |
| 3,888             | 2,592       | 3:2 aspect ratio   | 10,077,696                      | 10.1        | Canon EOS 40D, Canon EOS 400D, Canon EOS 1000D |
| 4,064             | 2,704       | 3:2 aspect ratio   | 10,989,056                      | 11          | Canon EOS-1Ds |
| 4,000             | 3,000       | 4:3 aspect ratio   | 12,000,000                      | 12          | Canon Powershot G9, Fujifilm FinePix S200EXR, Nikon Coolpix L110, Kodak Easyshare Max Z990 |
| 4,256             | 2,832       | 3:2 aspect ratio   | 12,052,992                      | 12.1        | Nikon D3, Nikon D3S, Nikon D700, Fujifilm FinePix S5 Pro |
| 4,272             | 2,848       | 3:2 aspect ratio   | 12,166,656                      | 12.2        | Canon EOS 450D |
| 4,032             | 3,024       | 4:3 aspect ratio   | 12,192,768                      | 12.2        | Olympus PEN E-P1 |
| 4,288             | 2,848       | 3:2 aspect ratio   | 12,212,224                      | 12.2        | Nikon D2Xs/D2X, Nikon D300, Nikon D300S, Nikon D90, Nikon D5000, Pentax K-x |
| 4,900             | 2,580       | 16:9 aspect ratio  | 12,642,000                      | 12.6        | RED ONE Mysterium |
| 4,368             | 2,912       | 3:2 aspect ratio   | 12,719,616                      | 12.7        | Canon EOS 5D |
| 5,120             | 2,700       | 16:9 aspect ratio  | 13,824,000                      | 13.8        | RED Mysterium-X |
| 7,920 (2,640 × 3) | 1,760       | 3:2 aspect ratio   | 13,939,200                      | 13.9        | Sigma SD14, Sigma DP1 (3 layers of pixels, 4.7 MP per layer, in Foveon X3 sensor) |
| 4,672             | 3,104       | 3:2 aspect ratio   | 14,501,888                      | 14.5        | Pentax K20D, Pentax K-7 |
| 4,752             | 3,168       | 3:2 aspect ratio   | 15,054,336                      | 15.1        | Canon EOS 50D, Canon EOS 500D, Sigma SD1 |
| 4,896             | 3,264       | 3:2 aspect ratio   | 15,980,544                      | 16.0        | Fujifilm X-Pro1, Fujifilm X-E1 (X-Trans sensor has a different pattern to a Bayer sensor) |
| 4,928             | 3,262       | 3:2 aspect ratio   | 16,075,136                      | 16.1        | Nikon D7000, Nikon D5100, Pentax K-5 |
| 4,992             | 3,328       | 3:2 aspect ratio   | 16,613,376                      | 16.6        | Canon EOS-1Ds Mark II, Canon EOS-1D Mark IV |
| 5,184             | 3,456       | 3:2 aspect ratio   | 17,915,904                      | 17.9        | Canon EOS 7D, Canon EOS 60D, Canon EOS 600D, Canon EOS 550D, Canon EOS 650D, Canon EOS 700D |
| 5,270             | 3,516       | 3:2 aspect ratio   | 18,529,320                      | 18.5        | Leica M9 |
| 5,616             | 3,744       | 3:2 aspect ratio   | 21,026,304                      | 21.0        | Canon EOS-1Ds Mark III, Canon EOS-5D Mark II |
| 6,048             | 4,032       | 3:2 aspect ratio   | 24,385,536                      | 24.4        | Sony ? 850, Sony ? 900, Sony Alpha 99, Nikon D3X and Nikon D600 |
| 7,360             | 4,912       | 3:2 aspect ratio   | 36,152,320                      | 36.2        | Nikon D800 |
| 7,500             | 5,000       | 3:2 aspect ratio   | 37,500,000                      | 37.5        | Leica S2 |
| 7,212             | 5,142       | 4:3 aspect ratio   | 39,031,344                      | 39.0        | Hasselblad H3DII-39 |
| 7,216             | 5,412       | 4:3 aspect ratio   | 39,052,992                      | 39.1        | Leica RCD100 |
| 7,264             | 5,440       | 4:3 aspect ratio   | 39,516,160                      | 39.5        | Pentax 645D |
| 7,320             | 5,484       | 4:3 aspect ratio   | 40,142,880                      | 40.1        | Phase One IQ140 |
| 7,728             | 5,368       | ~ 10:7             | 41,483,904                      | 41.5        | Nokia 808 PureView |
| 8,176             | 6,132       | 4:3 aspect ratio   | 50,135,232                      | 50.1        | Hasselblad H3DII-50, Hasselblad H4D-50 |
| 11,250            | 5,000       | 9:4                | 56,250,000                      | 56.3        | Better Light 4000E-HS (scanned) |
| 8,956             | 6,708       | 4:3 aspect ratio   | 60,076,848                      | 60.1        | Hasselblad H4D-60 |
| 8,984             | 6,732       | 4:3 aspect ratio   | 60,480,288                      | 60.5        | Phase One IQ160, Phase One P65+ |
| 10,320            | 7,752       | 4:3 aspect ratio   | 80,000,640                      | 80          | Leaf Aptus-II 12, Leaf Aptus-II 12R |
| 10,328            | 7,760       | 4:3 aspect ratio   | 80,145,280                      | 80.1        | Phase One IQ180 |
| 9,372             | 9,372       | 1:1                | 87,834,384                      | 87.8        | Leica RC30 (point scanner) |
| 12,600            | 10,500      | 6:5                | 132,300,000                     | 132.3       | Phase One PowerPhase FX/FX+ (line scanner) |
| 18,000            | 8,000       | 9:4                | 144,000,000                     | 144         | Better Light 6000-HS/6000E-HS (line scanner) |
| 21,250            | 7,500       | 17:6               | 159,375,000                     | 159.4       | Seitz 6x17 Digital (line scanner) |
| 16,352*           | 12,264*     | 4:3 aspect ratio   | 200,540,928                     | 200.5       | Hasselblad H4D-200MS (*actuated multi (6x) shot) |
| 18,000            | 12,000      | 4:3 aspect ratio   | 216,000,000                     | 216         | Better Light Super 6K-HS (line scanner) |
| 24,000            | 15,990      | ~                  | 383,760,000                     | 383.8       | Better Light Super 8K-HS (line scanner) |
| 30,600            | 13,600      | 9:4                | 416,160,000                     | 416.2       | Better Light Super 10K-HS (line scanner) |
| 62,830            | 7,500       | ~ 25:3             | 471,225,000                     | 471.2       | Seitz Roundshot D3 (80 mm lens) (scanned) |
| 62,830            | 13,500      | ~ 5:1              | 848,205,000                     | 848.2       | Seitz Roundshot D3 (110 mm lens) (line scanner) |
| 38,000            | 38,000      | 1:1                | 1,444,000,000                   | 1,444       | Pan-STARRS PS1 |
| 157,000           | 18,000      | ~ 26:3             | 2,826,000,000                   | 2,826       | Better Light 300 mm lens Digital (line scanner) |